# آنتیموس (اسقف)
آنتیموس (؟ - ۱۸۰۸م) اسقف ارتدکس شرقی فلسطینی در سدهٔ هجدهم میلادی و اوایل نوزدهم بود. او نخست اسقف اعظم بر بیسان و سپس قدس بود. کتابٌ فی الللاهوت (کتابی در الاهیات)، الهدایة القویمة إلی الأمانة المستقیمة و شرح مزامیر داود از آثار اوست.